# Mikkel Rygaard
Mikkel Rygaard, né le 25 décembre 1990 à Nykøbing Falster au Danemark, est un footballeur danois qui évolue au poste de milieu offensif au BK Häcken.

## Biographie

### Débuts professionnels
Né à Nykøbing Falster au Danemark, Mikkel Rygaard est formé par le club local de Lolland-Falster Alliancen avant de rejoindre le Herfølge BK. Il est ensuite repéré par le club anglais de Charlton Athletic où il fait deux essais avant de s'engager à l'été 2007 avec le club, étant dans un premier temps intégré à l'équipe U18 du club.
Le 26 janvier 2016, Mikkel Rygaard s'engage en faveur du Lyngby BK.
Il joue son premier match pour Lyngby le 13 mars 2016, lors d'une rencontre de championnat face au Skive IK. Il est titularisé et les deux équipes se neutralisent (1-1 score final).

### FC Nordsjælland
Le 12 février 2018, lors du mercato hivernal, Mikkel Rygaard s'engage avec le FC Nordsjælland pour un contrat de trois ans et demi, soit jusqu'en juin 2021.
Rygaard se fait remarquer dès sa première apparition sous ses nouvelles couleurs, le 16 février 2018, en inscrivant son premier but pour le club contre l'Odense BK. Titulaire, il participe à la victoire de son équipe par deux buts à un. 
Ses prestations avec Nordsjælland attirent plusieurs clubs, comme l'AGF Aarhus lors de l'été 2019, mais il reste finalement au club.

### ŁKS Łódź
En janvier 2021, Mikkel Rygaard rejoint la Pologne afin de s'engager en faveur du ŁKS Łódź. Le transfert est annoncé le 25 décembre 2020, jour de ses 30 ans, et il signe un contrat de trois ans et demi.
Alors que le club la recruté avec l'ambition de remonter en première division, l'objectif n'est pas atteint et après plusieurs payements non versés au joueur, Rygaard résilie son contrat avec le ŁKS Łódź en novembre 2021.

### BK Häcken
En janvier 2022, Mikkel Rygaard rejoint librement le BK Häcken. Le transfert est annoncé dès le 30 décembre 2021.
Rygaard inscrit son premier but pour le BK Häcken le 9 mai 2022, lors d'une rencontre de championnat contre l'IFK Värnamo. Titulaire, il ouvre le score et son équipe l'emporte par deux buts à zéro. 
Il participe au sacre du BK Häcken, le club remportant le championnat de Suède pour la première fois de son histoire lors de la saison 2022. Cette année-là il reçoit également une récompense individuelle en étant élu milieu de terrain de l'année dans l'Allsvenskan.

## Palmarès
BK Häcken
- Championnat de Suède :
  - Champion : 2022.